# نیوتاون (میزوری)
نیوتاون (به انگلیسی: Newtown) یک شهر در ایالات متحده آمریکا است که در شهرستان سولیوان، میزوری واقع شده‌است. نیوتاون ۰٫۶۵ کیلومتر مربع مساحت و ۱۸۳ نفر جمعیت دارد و ۲۹۰ متر بالاتر از سطح دریا واقع شده‌است.